# Лемешко Любомир Артурович
Лемешко Любомир Артурович (нар. 19 липня, 1992) — український плавець, учасник Олімпійських ігор 2016 року.

## Виступи на Олімпіадах
| Олімпіада | Дисципліна       | Місце |
| --------- | ---------------- | ----- |
| Ріо 2016  | 200 м батерфляєм | 23    |